# Ingo K. Richter
Ingo K. Richter (* 27. Januar 1938 in Pollnow, Pommern) ist ein deutscher Rechtswissenschaftler mit einem Schwerpunkt auf Fragen des Bildungsrechts.
Ingo Richter studierte von 1957 bis 1962 Rechtswissenschaft an den Universitäten Göttingen, München, Hamburg und Paris. Er promovierte zum Dr. iur. 1965 an der Universität Hamburg und zum Docteur de l´Université de Paris 1966. Die beiden juristischen Staatsexamina legte er in Hamburg (1961) bzw. in Berlin (1967) ab.
Von 1963 bis 1965 war er Sekretär des Deutschen Ausschusses für das Erziehungs- und Bildungswesen in Bonn und von 1965 bis 1975 Mitarbeiter und Abteilungsleiter am Max-Planck-Institut für Bildungsforschung in Berlin. Er war Professor für Öffentliches Recht an der Freien Universität Berlin von 1975 bis 1979 und an der Universität Hamburg von 1979 bis 1993.
Ingo Richter hat Gastprofessuren in Stanford (1972/73 sowie 1982/83), am Smith College (1986), an der Universität Bordeaux (1990), am Hastings College of the Law in San Francisco (1991) und an der University of Chicago (1992) wahrgenommen. Von 1993 bis 2002 war Ingo Richter Vorstand und Direktor des Deutschen Jugendinstituts in München. Er leitet seit 2002 die Irmgard-Coninx-Stiftung im Wissenschaftszentrum Berlin und ist Honorarprofessor an der Universität Tübingen sowie Mitherausgeber der Zeitschrift „Recht der Jugend und des Bildungswesens“.
Richter ist verheiratet mit Sabine Richter-Ellermann, mit der er zwei Kinder hat.

## Arbeitsschwerpunkte
Verfassungsrecht und Verwaltungsrecht, insbesondere Politik, Recht und Verwaltung im Bildungswesen

## Veröffentlichungen (Auswahl)
- Öffentliche Verantwortung für berufliche Bildung. Zur Bestandsgarantie und zur gesetzlichen Regelung der privaten beruflichen Bildung (= Gutachten und Studien der Bildungskommission, Bd. 14). Klett, Stuttgart 1970.
- Bildungsverfassungsrecht. Studien zum Verfassungswandel im Bildungswesen. Klett, Stuttgart 1973.
- Die unorganisierbare Bildungsreform. Innovations-, Legitimations- und Relevanzprobleme im amerikanischen Bildungswesen. Piper, München 1975, ISBN 3-492-00416-4.
- (mit Christel Hopf u. Knut Nevermann): Schulaufsicht und Schule. Eine empirische Analyse der administrativen Bedingungen schulischer Erziehung. Klett-Cotta, Stuttgart 1980, ISBN 3-12-936010-7.
- Casebook Verfassungsrecht (zusammen mit Gunnar Folke Schuppert und Christian Bumke). Beck, München 1987 (4. Aufl., München 2001, ISBN 3-406-47523-X).
- Casebook Verwaltungsrecht (zusammen mit Gunnar Folke Schuppert). Beck, München 1991 (3. Aufl. 2000, ISBN 3-406-46871-3).
- Recht der Weiterbildung (zusammen mit Bernd Jeand'Heur) (= Schriften der Hans-Böckler-Stiftung, Bd. 14). Nomos, Baden-Baden 1993, ISBN 3-7890-2965-3.
- Die sieben Todsünden der Bildungspolitik, Beltz, Weinheim 2001, ISBN 3-407-22082-0.

- Recht im Bildungssystem. Eine Einführung. Kohlhammer, Stuttgart 2006, ISBN 978-3-17-018859-4.
- Kommentierung der Art. 6 und 7 in: Erhard Denninger u. a. (Hrsg.), Kommentar zum Grundgesetz (Reihe Alternativkommentare). 3. Aufl. Luchterhand, Neuwied 2001, ISBN 3-472-03584-6.
- Das Grundgesetz - eine gute Verfassung für Familie, Kultur und Bildung?  BWV, Berliner Wiss.-Verl., Berlin 2009, ISBN 978-3-8305-1665-1.
- Meine deutsche Bildungsrepublik. Eine bildungspolitische Autobiographie. Budrich, Opladen 2021, ISBN 978-3-8474-2476-5.

Festschrift
- Hans-Peter Füssel (Hrsg.): Bildung im Diskurs. Ingo Richter zum 70. Geburtstag. BWV, Berliner Wiss.-Verl., Berlin 2008, ISBN 3-8305-1509-X.